# Afonso Van-Dúnem M'Binda
Afonso Van-Dunem àlies M'Binda (Luanda, 7 de setembre de 1941 - 14 de novembre de 2014) va ser un polític d'Angola. Va treballar com a representant del MPLA a Zàmbia i Tanzània en 1970-72, i des del 1976 fins a la seva mort fou membre del Comitè Central del MPLA. També va ser ministre de Relacions Exteriors de 1985 a 1989 i representant permanent a es Nacions Unides el 1991–2000.

## Carrera
Mentre Van-Dunem era Ministre de Relacions Exteriors va participar en la negociació de l'acord que va facilitar la retirada d'Angola de les tropes cubanes i les sud-africanes de Namibia, facilitant la independència de Namíbia. En 2004 fou nomenat Tinent General de les Forces Armades Angoleses (FAA) i en 2006 Coordinador Nacional per la Regió dels Grans Llacs.